# سبلوییه (زرند)
سبلوئیه (زرند)، روستایی از توابع بخش مرکزی شهرستان زرند در استان کرمان ایران است.
سبلوئیه یا سبلو( در گویش محلی) روستای مرکزی بین روستاهای کشکوئیه، ده‌شعیب، بناوند، شهردان، شاه‌آباد می‌باشد که این روستاها به "شش پارچه ده" نیز در بین اهالی آن منطقه معروف می‌باشند.

## معرفی کلی
آب و هوای این روستا  به دلیل کوهستانی بودن سردسیر می‌باشد که در تابستان هوایی دل نشین و مناسبی دارد که بهترین مکان برای گردشگران در  فصل بهار و تابستان می‌باشد.
و در این روستا مزارع و باغ های میوه  و مرکبات فراوانی وجود دارد که اهالی این روستا با کشاورزی و دامپروری که سنت دیرینه نیاکان ما ایرانی ها می‌باشد امرار معاش می‌کنند.
روستای سبلوئیه و روستاهای هم‌جوار که به "شش پارچه ده"  نیز شناخته می‌شوند در دامنه یکی از کوه های مرتفع شهرستان زرند می‌باشند که "کوه گردو" نام دارد.
از محصولات طبیعی این روستا که میتوان نام برد: زیره، بادام کوهی، انواع مرکبات، شیر، ماست، کره حیوانی، کشک و...  است.
زبان مردمان این روستا فارسی با گویش زیبای زرندی می‌باشد.
از امکانات رفاهی و مذهبی این روستا و منطقه می‌توان به یک مدرسه دبستان و چندین حسینیه، مهدیه و مسجد جامع نام برد.
در روستای هم جوار سبلو(سبلوئیه) که بناوند نام دارد قلعه ای تاریخی وجود داشته که امروزه اثراتی زیادی از آن باقی نمانده است.

## جمعیت
براساس سرشماری مرکز آمار ایران در سال ۱۳۸۵، جمعیت آن ۶۶ نفر (۲۷خانوار) بوده‌است. 
جمعیت این روستا به دلیل کهولت سن اهالی و مهاجرت جوانان روستا به علت نبود شغل مناسب رو به کاهش می‌باشد.